# 黑獄斷腸歌之砌生豬肉
《黑獄斷腸歌之砌生豬肉》是香港一部以1960年代的監獄為主題的電影，於1997年上映。

## 簡介
1960年代的香港，警隊內部貪污問題嚴重，出現不少冤案。一位充滿正義感的報館記者程安（梁朝偉飾），不懼黑惡勢力，在報章上撰文揭批警隊的貪污內幕，因而受到西环探长張耀祖的威脅，程安後來也被報館開除。張耀祖率領探員到程安寓所抄家，並誣指程藏毒，及把他帶往警局，程安被警員毒打一頓後，惟有承認藏毒及襲警罪名。程安的歌星女友蔡小姐（張文慈飾）為了營救程，不惜向張耀祖等獻出處女之身。
程安其後被法庭判刑三年及打六藤，蔡小姐則被祖和其手下淫辱。程安起初被其他囚犯欺凌，而且不習慣獄中生活；及後結識了飛機木（吳孟達飾），飛哥教程安在獄中的生存法則。獄卒殺人王為人暴戾，安看不過眼，結果被其以酷刑伺侯。一次太平紳士到監獄探訪，程安要求所有囚犯均可穿內褲，後獲接納。殺人王後來發現其妻與三隻腳的姦情，便設計害死三隻腳，事後謊稱他是逃跑失足墮崖而死。眾囚犯義憤難平，計劃行刺殺人王，但安堅信一支筆的力量比武力更有效，他暗中把文章轉交予報社同事，使事件曝光，殺人王被捕，各大哥亦對安刮目相看。
阿慈策劃以同樣手段對付張耀祖，阿慈色誘與阿祖相熟的豪探長，設下佈局陷害祖強姦和衰十一，令祖被送進監獄。祖在監獄內自製利器，之後在監獄舉行佈道會期間試圖以利器刺殺程安，飛哥為保護程安，犧牲了自己，被祖刺死。祖繼續追擊安至廚房，經過一輪搏鬥，祖被安的同倉大哥投進裝滿熱粥的鍋中燙死。
電影以一眾兄弟歡送程安出獄，程安與女友再會作結尾。

## 演員
| 演員   | 角色                            | 粵語配音 |
| 梁朝偉 | 程安                            |          |
| 張文慈 | 蔡小姐/阿慈                     | 鄭麗麗   |
| 吳孟達 | 囚犯飛機木                      |          |
| 林國斌 | 獄卒鄭彬（無人性、三手/殺人王） | 陳旭明   |
| 吳毅將 | 張耀祖                          | 高翰文   |
| 徐錦江 | 囚犯麥大偉（三隻腳）            | 黃志明   |
| 李兆基 | 囚犯（口水南）                  |          |
| 吳志雄 | 囚犯喪狗/狗哥                   | 古明華   |
| 程東   | 囚犯標哥                        | 張炳強   |
| 蔡業信 | 囚犯威哥                        | 高翰文   |
| 劉寶賢 | 囚犯死唔去                      |          |
| 羅家英 | 新獄卒                          |          |
| 尹揚明 | 萬子豪 (豪哥)                   | 陳欣     |
| 宋本中 | 程樂                            | 郭志權   |
| 李力持 | 太平紳士                        | 陳欣     |
| 黎彼得 | 堅叔                            | 張炳強   |
| 黃樹棠 | 報館老總                        |          |
| 黎宣   | 程安、程樂之母                  | 黃鳳英   |

## 其他
广东话俚语“砌生豬肉”意思是栽赃诬陷某人，源自「砌charge」，後演變成「砌生豬」，最後成為「砌生豬肉」。

## 外部連結
- 香港影庫上《黑獄斷腸歌之砌生豬肉》的資料（繁體中文）
- 时光网上《黑獄斷腸歌之砌生豬肉》的資料（简体中文）
- 豆瓣电影上《黑獄斷腸歌之砌生豬肉》的資料 （简体中文）
- 爛番茄上《黑獄斷腸歌之砌生豬肉》的資料（英文）
- AllMovie上《黑獄斷腸歌之砌生豬肉》的资料（英文）
- 互联网电影数据库（IMDb）上《黑獄斷腸歌之砌生豬肉》的资料（英文）